# Gosainganj (ort i Indien)
Gosainganj är en ort i Indien.   Den ligger i distriktet Faizābād och delstaten Uttar Pradesh, i den nordöstra delen av landet, 600 km öster om huvudstaden New Delhi. Gosainganj ligger 99 meter över havet och antalet invånare är 13 176.
Terrängen runt Gosainganj är mycket platt. Runt Gosainganj är det mycket tätbefolkat, med 1 056 invånare per kvadratkilometer. Det finns inga andra samhällen i närheten. Trakten runt Gosainganj består till största delen av jordbruksmark.